# Акимова, Лидия Владимировна
Акимова Лидия Владимировна (род. 4 мая 1963, Винновка, Куйбышевская область) — советская и российская самбистка и дзюдоистка, призёр чемпионата СНГ по дзюдо, чемпионка мира по самбо 1990 года.

## Биография
Отец был корреспондентом районной газеты в Воркуте. В 1980 году окончила Бор-Игарскую среднюю школу, а затем — куйбышевское ПТУ № 23, после окончания которого работала токарем на заводе «Металлист». В 1985 году переехала в город Мегион Тюменской области. Поступила в ПТУ по специальности парикмахер. Одновременно занималась дзюдо. Стала бронзовым призёром чемпионата России.
В 1986 году продолжила тренировки в Нижневартовске. Дважды становилась чемпионкой СССР по самбо. В 1990 году стала чемпионкой мира по самбо. В 1993 году — бронзовый призёр клубного чемпионата Европы по самбо. Также успешно участвовала в соревнованиях по дзюдо: серебряный призёр чемпионата СНГ, бронзовый призёр чемпионата СССР и Кубка СССР. Побеждала на всесоюзных, всероссийских и международных соревнованиях.
Кроме этого, занималась рукопашным боем, карате, кикбоксингом, боксом. Дважды становилась бронзовым призёром чемпионатов России и бронзовым призёром Кубка России по кикбоксингу.
Трёхкратная чемпионка мира по дзюдо среди ветеранов. Многократная чемпионка Европы по дзюдо среди ветеранов. В настоящее время тренер-преподаватель первой квалификационной категории по дзюдо/самбо в городе Мегион.

## Спортивные результаты
- Чемпионат СНГ по дзюдо среди женщин — ;
- Московский международный турнир по дзюдо 1994 года — ;